# 性風俗用語一覧
性風俗用語一覧（せいふうぞくようごいちらん、英語: List of sex manners）は、性風俗・性行為に関連する用語を、カテゴリ別に表示した一覧。
- 同義語・学術用語・短縮語を丸括弧で、同類語はそのまま横に配列した。一般によく使われる性風俗用語を一番左に配している。

## 性質に関する用語

### 職業・関係
- 売春婦（娼婦）、遊女（女郎）
  - 街娼（立ちんぼ）
- 風俗嬢
  - フードル
- 男娼
- セックスフレンド（セフレ）
- AV女優
- AV男優
  - 汁男優
- オナニー友だち(オナ友)

### 状態
- 淫乱
- 尻軽女
- ヤリマン
- ヤリチン
- 肉便器（公衆便所）
- 筆下ろし
- 姫始め
- ふたなり

### 身体
- パイパン
- 巨根
- 巨クリ
- 巨乳、爆乳
- 貧乳、まな板
- マラ（陰茎）
- まんこ、おめこ
- クリトリス（クリ）
- ちんこ、ちんぽ、ちんぽこ、ぽこちん、ちんちん、 (別名 こけし、竿、肉棒)
- 包茎
- 皮 (包皮)
- 金玉 (別名 おいなりさん)
- アナル (アヌス、ケツの穴、肛門)
- お尻 (ケツ)
- おっぱい (胸)
- 乳首
- 乳輪

### 現象
- 寸止め
- 我慢汁（尿道球腺液）
- 早漏
- 遅漏
- 愛汁（膣分泌液）
- 潮吹き
- 精子
- カウパー
- おなら

## 性行為に関する用語

### 性行為の種類・名称
- ペッティング
  - 手淫
    - 手コキ
    - 手マン
    - オナニー (自慰行為、マスターベーション、センズリ、シコシコ、マスかき)
    - アナニー
    - チクニー (乳首オナニー)

  - オーラルセックス
    - フェラチオ（フェラ）
    - クンニリングス（クンニ）

  - パイズリ
  - 足コキ
  - 顔面騎乗
  - 素股
- 本番行為（本番）（性行為）
- エクスタシー
- 初体験
- オナ禁
- くぱぁ
- シャワー浣腸 (シャワ浣)
- 手マン

#### フェティシズムによる性行為
- グループセックス（3P ほか）
- スワッピング
- 着衣セックス
- ハメ撮り
- マン拓

#### アブノーマルな性行為
- 豆のお見合い
- イラマチオ
- ディープスロート
- ぶっかけ
- ごっくん（精飲）
- アナルセックス
- 飲尿
- スカトロ
- 授乳
- 食毛
- エログロ
- フィストファック
- スカルファック
- 一人尺八
- 種付け

### 性交の体位
- 性交体位（体位）、四十八手
  - 正常位
  - 後背位
  - 騎乗位
  - 座位 (性行為)
  - 側位
  - 立位 (性行為)
    - 駅弁体位

  - 屈曲位
  - まんぐり返し
  - シックスナイン（69）
  - だいしゅきホールド
  - 貝合わせ
  - 兜合わせ

### 射精場所
- 中出し（膣内射精）
- 膣外射精
  - 顔面射精（顔射）
  - 口内射精（口内発射）
  - 肛内射精

## 性的嗜好・プレイ内容
- フェティシズム（フェチ）
- デブ専（肥満嗜好）
- B専（ブス好き）
- フケ専
- マザーコンプレックス（マザコン）
- ロリータコンプレックス（ロリコン）、ペドフィリア（ペド）
- ショタコン（ショタ）
- おねショタ
- スカトロジー（スカトロ）、糞尿愛好症
  - 浣腸プレイ
- BDSM[注 1]
  - SM
    - サディズム（サド）
    - マゾヒズム（マゾ）
    - フェムドム

  - 羞恥プレイ
  - 放置プレイ
  - 逆レイプ
  - 輪姦プレイ
- コスプレ
  - ブルセラ
  - おむつプレイ
- 青姦
- 獣姦
- 屍姦
- 視姦
- 露出症
- 親子丼
- ローションガーゼ
- まぐろ

## 性風俗店・性風俗地区
性風俗店の種類については「風俗店#性風俗関連特殊営業」を参照。
- ソープランド（ソープ）
- ファッションヘルス（ヘルス）
- デリバリーヘルス（デリヘル）
- ラブホテル（ラブホ）
- 売り専
- 赤線
- 青線
- 遊廓
- 花街

## グッズ・アイテム
- オナホール（オナホ）
- スケベ椅子
- ラブドール
  - ダッチワイフ
  - 南極1号
- Tバック
- 貞操帯
- ハンディータイプの電気マッサージ器（電マ）
- バイアグラ
- バイブレーター（バイブ）
- ディルド、張形
- ひもパン
- ピンクローター（ピンロー）
- ペニスバンド（ペニバン）
- 三角木馬
- ラブローション（ローション）
- TENGA

## その他
- エログロ
- エロゲー
- アダルトビデオ（AV）
- 裏ビデオ
- バター犬
- エロ本
- エロ漫画
- 穴兄弟
- 竿姉妹（さおしまい）